# Бриллиантовая полосатая горлица
Бриллиантовая полосатая горлица (лат. Geopelia cuneata) — вид птиц семейства голубиных, один из самых мелких представителей семейства. Эндемик Австралии. Обитает преимущественно в районах вблизи воды, слегка засушливых или полузасушливых, в Центральной, Западной и Северной Австралии. Наряду с Geopelia placida они одни из самых маленьких голубиных птиц в Австралии. Также были замечены в парках и садах Южной Австралии.

## Описание и поведение

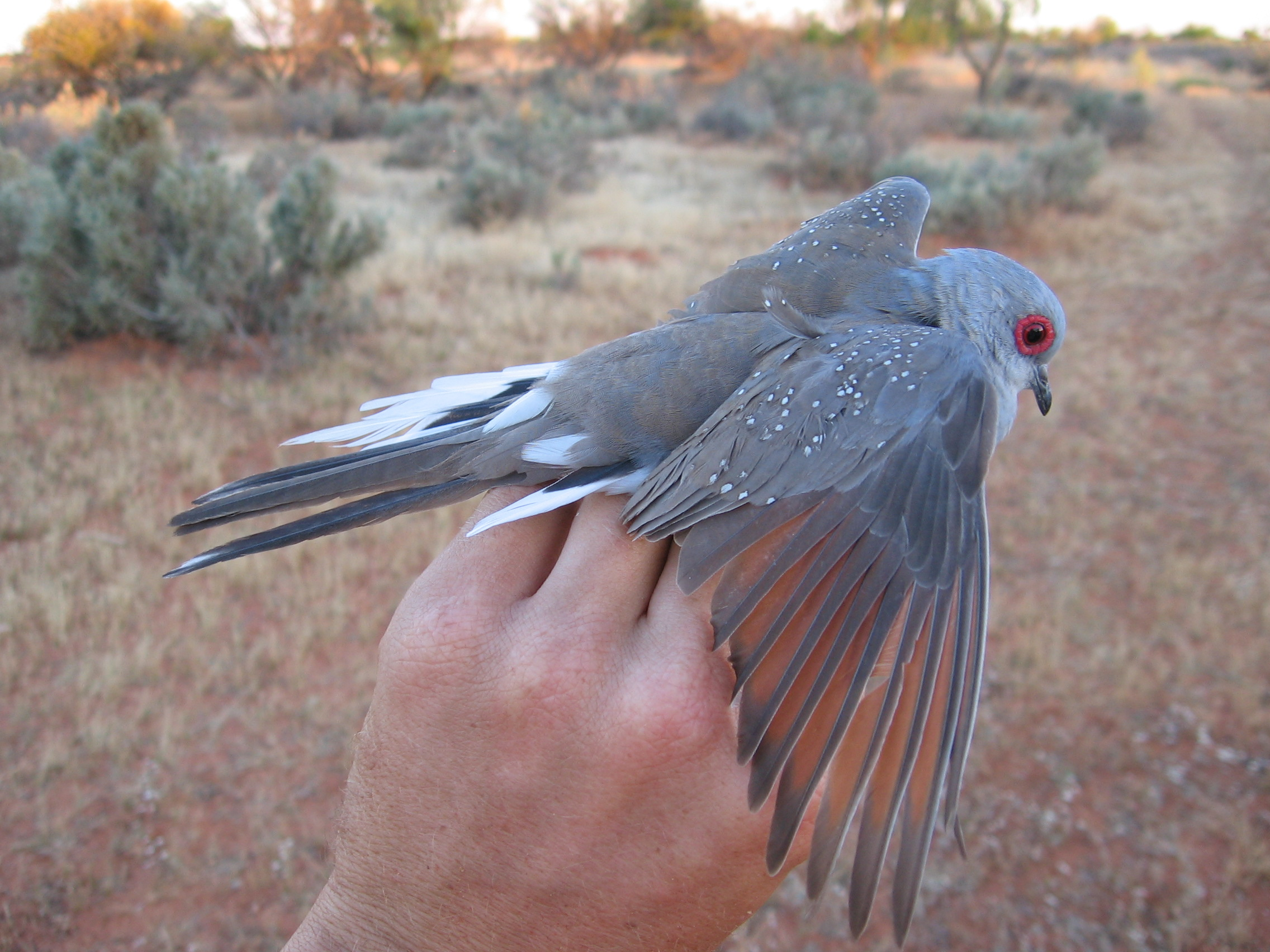
У этой птицы отчётливо видны рыжие внутренние поверхности первичных перьев

Маленькие горлицы длиной от 19 до 21 сантиметра. У птиц обоих полов на крыльях имеются белые пятна и чёрные края маховых перьев, а также окологлазные кольца красно-оранжевого цвета. Окологлазные кольца самки менее яркие и имеют коричневый оттенок, также как и оперение. Оперение головы, шеи и груди светло-серо-голубое, клюв тёмно-серого цвета. Брюхо имеет сливовый оттенок, спина коричнево-серая. Лапки розовые. У молодых птиц оперение более тусклое, радужная оболочка и окологлазные кольца палевого цвета, лапки и оперение груди серое, белые пятна на крыльях отсутствуют.
Бриллиантовых полосатых горлиц часто можно увидеть на земле, движущихся вразвалочку, где они кормятся парами или небольшими группами, в основном семенами трав, к тому же могут есть муравьёв. Полёт прямой, иногда волнообразный. Крылья могут издавать свистящий звук во время полёта.
Гнездование обычно наступает после сезона дождей, в Южной Австралии ранней весной. Гнёзда строятся из травы и веток, поэтому довольно хрупкие. В кладке обычно два яйца, которые насиживают 13-14 дней. Птенцы растут довольно быстро оперяются и стают на крыло через две недели.
Имеют широкий набор звуков. Звуки довольно мелодичные и немного грустные. Особые звуки присутствуют при токовании.

## Сохранение вида
Вид довольно широко распространён и не числится в списке угрожаемых видов Австралийского закона об охране окружающей среды и сохранении биоразнообразия 1999 года.
Вид числится под угрозой в Викторианском законе о гарантиях флоры и фауны (1988). В соответствии с этим Законом, Заявление о действиях по восстановлению и будущему управлению этим видом не было подготовлено.
Согласно консультативному списку находящейся под угрозой исчезновения фауны позвоночных в Штате Виктория в 2007 году бриллиантовые горлицы числятся под угрозой исчезновения.